# Franco Pellizotti
Franco Pellizotti (Latisana, 15 gennaio 1978) è un dirigente sportivo ed ex ciclista su strada italiano.
Scalatore, è stato professionista dal 2001 al 2018 vincendo due tappe al Giro d'Italia e un titolo tricolore in linea. Dal 2019 è direttore sportivo del team Bahrain Victorious.

## Biografia
Soprannominato dai suoi tifosi "Delfino di Bibione" (città in cui ha vissuto fino al 2002), è sposato con Claudia e padre di tre figli di nome Giacomo, Giorgia e Mia.

## Carriera

### I primi anni
Da dilettante ottenne tanti piazzamenti ma poche vittorie; tra esse spicca comunque la Coppa Città di Asti. Passò professionista nel 2001 con la Alessio, correndo in alcune corse minori e prendendo parte alla Vuelta a España, che concluse al 20º posto, primo degli italiani. Nel 2002 vince una tappa alla Tirreno-Adriatico (arrivando nono in classifica generale), il Giro del Friuli e una tappa al Giro di Polonia; esordisce anche al Giro d'Italia, terminandolo in sedicesima posizione.
Successivamente entra in un periodo di crisi che lo fa cadere nell'anonimato: nessun successo nel 2003, solo uno nel 2004 (anno in cui partecipa ai campionati mondiali di Verona) e due nel 2005, anno in cui decide di approdare alla Liquigas-Bianchi, squadra facente parte del neonato UCI ProTour. Con questa squadra Pellizotti prende parte al Giro d'Italia 2006, terminandolo in ottava posizione dopo essersi aggiudicato la vittoria della tappa di Peschici. Due anni dopo al Giro d'Italia 2008 veste per quattro giorni, nella prima settimana di corsa, la maglia rosa, e vince poi la cronoscalata con arrivo al Plan de Corones; conclude la gara al quarto posto in classifica generale, a soli 2 secondi dal gradino più basso del podio, occupato da Marzio Bruseghin.

### Il Giro d'Italia 2009 e la squalifica
Nel 2009 Pellizotti partecipa nuovamente al Giro d'Italia; in quella competizione vince la 17ª tappa, la Chieti-Blockhaus, frazione di circa 80 km con diverse salite, e si piazza terzo nella classifica generale alle spalle di Denis Men'šov e Danilo Di Luca, ma davanti al compagno di squadra Ivan Basso che era partito come favorito per la vittoria finale. In luglio sfiora una prestigiosa vittoria nella nona tappa del Tour de France a Tarbes, beffato in una volata a due dal francese Pierrick Fédrigo; nella tredicesima tappa conquista comunque la maglia a pois della classifica scalatori, casacca che porterà sino a Parigi. Insieme alla maglia a pois Pellizotti vince lo speciale Premio della combattività.
Il 3 maggio 2010 viene "fermato" dall'Unione Ciclistica Internazionale a causa di anomalie riscontrate nei suoi valori ematici in seguito ai controlli antidoping effettuati alla vigilia del Tour 2009. Di conseguenza è costretto a saltare il Giro d'Italia 2010. Il 29 luglio seguente viene deferito al Tribunale Nazionale Antidoping del CONI, con la richiesta formulata dal CONI stesso di due anni di squalifica: dopo un primo rinvio dell'udienza, il 21 ottobre 2010 il TNA assolve però Pellizotti. La sentenza viene però discussa nel marzo successivo presso il Tribunale Arbitrale dello Sport di Losanna, e ribaltata. A Pellizotti viene infatti riconosciuta l'anormalità nel passaporto biologico e quindi comminata una sospensione di due anni, con scadenza il 4 maggio 2012, e 115 000 euro di multa. La sentenza ha effetto anche sui risultati ottenuti a partire dal 7 maggio 2009, che vengono cancellati (tra essi il terzo posto al Giro e la maglia a pois al Tour).

### Il ritorno alle gare
Il 30 aprile 2012 firma un contratto della durata di due anni con la squadra del team manager Gianni Savio, la Androni Giocattoli-Venezuela. Decide comunque di non partecipare al Giro d'Italia 2012, pur essendo già il 4 maggio dello stesso anno conclusasi la squalifica inflittagli dal TAS. Coglie il primo piazzamento dell'anno classificandosi quinto al Trofeo Melinda. Il 23 giugno seguente si laurea campione italiano, vincendo la prova in linea tra i professionisti.
Il 1º agosto 2013 l'Astana Pro Team annuncia il passaggio di Pellizotti alla squadra kazaka, con un contratto annuale valido per la stagione 2014.. Tuttavia, il passaggio di Pellizzotti alla squadra kazaka non si concretizza.
Nel 2017 passa alla Bahrain con il compito di aiutare Vincenzo Nibali nelle tappe di montagna dei grandi giri. Dopo aver aiutato il capitano a classificarsi terzo al Giro d'Italia disputa al suo fianco anche la Vuelta a España. Nella corsa spagnola Pellizotti aiuta il capitano, in difficoltà a causa di una caduta, anche sull'Angliru, ottenendo il quinto posto di giornata.

## Palmarès
- 2000 (UC Trevigiani)

Coppa Citta' di Asti
Classifica generale Giro del Veneto e delle Dolomiti
1ª tappa Triptyque Ardennais (Malmédy)
7ª tappa Giro Ciclistico d'Italia (Recoaro Terme)
- 2002 (Alessio, quattro vittorie)

Giro del Friuli
5ª tappa Tour de Pologne (Kożuchów > Szklarska Poręba)
6ª tappa Tirreno-Adriatico (Rapagnano > Montegranaro)
4ª tappa Vuelta al País Vasco (Alsasua > Villabona)
- 2004 (Alessio - Bianchi, due vittorie)

Gran Premio di Chiasso
Memorial Fabio Casartelli
- 2005 (Liquigas, due vittorie)

2ª tappa Settimana Internazionale di Coppi e Bartali (Riccione > Faenza)
Classifica generale Settimana Internazionale di Coppi e Bartali
- 2006 (Liquigas, una vittoria)

10ª tappa Giro d'Italia (Termoli > Peschici)
- 2007 (Liquigas, due vittorie)

3ª tappa Parigi-Nizza (Vatan > Limoges)
Memorial Marco Pantani
- 2008 (Liquigas, una vittoria)

16ª tappa Giro d'Italia (San Vigilio di Marebbe > Plan de Corones, cronometro)
- 2009 (Liquigas)

17ª tappa Giro d'Italia (Chieti > Blockhaus)
- 2012 (Androni Giocattoli - Venezuela, una vittoria)

Campionati italiani, Prova in linea

### Altri successi
- 2001 (Alessio)

Classifica giovani Giro della Riviera di Ponente
Classifica a punti Giro d'Austria
- 2005 (Liquigas)

Classifica a punti Settimana Internazionale di Coppi e Bartali
- 2007 (Liquigas)

Classifica a punti Parigi-Nizza
1ª tappa Giro d'Italia (Caprera > La Maddalena, cronosquadre)
- 2009 (Liquigas)

Circuito di Salò
Classifica Gran Premi della Montagna al Tour de France
Premio della combattività al Tour de France
- 2010 (Liquigas)

Ronde d'Aix-en-Provence/Ronde du Carnaval

## Piazzamenti

### Grandi Giri
- Giro d'Italia

2002: 16º
2003: 9º
2004: 11º
2006: 8º
2007: 9º
2008: 4º
2009: 3º
2013: 10º
2014: 12º
2015: 24º
2017: 21º
- Tour de France

2003: 75º
2005: 46º
2009: 37º
2018: 60º
- Vuelta a España

2001: 20º
2007: 37º
2017: 25º
2018: 50º

### Classiche monumento
- Milano-Sanremo

2002: 36º
2003: ritirato
2004: 46º
2005: 9º
2006: ritirato
2007: 80º
2008: 15º
2009: 45º
2010: 82º
2013: ritirato
2014: 63º
2015: 53º
2016: 30º
2017: 47º
2018: 85º
- Liegi-Bastogne-Liegi

2003: 43º
2004: 29º
2005: ritirato
2006: 16º
2007: 12º
2008: 29º
2009: 46º
2010: 43º
2018: ritirato
- Giro di Lombardia

2001: ritirato
2002: ritirato
2004: 9º
2006: ritirato
2012: 12º
2013: 8º
2014: 44º
2015: 49º
2016: 49º
2017: ritirato
2018: 30º

### Competizioni mondiali
- Campionati del mondo

Plouay 2000 - In linea Under-23: 50º
Verona 2004 - In linea Elite: 65º
Innsbruck 2018 - In linea Elite: 53º
- Giochi olimpici

Pechino 2008 - In linea: 49º

## Riconoscimenti
- Giglio d'Oro-Rivelazione dell'anno nel 2001
- Premio Italia under 23 nel 2001